# 利德雪平
利德雪平（瑞典語：Lidköping）是瑞典的一座城市。2010年，有人口25,644人。

## 外部連結
- 官方网站
- Läckö Kinnekulle（页面存档备份，存于） - The "Götene-Lidköping Vänern" tourism company